# Granátula de Calatrava
Granátula de Calatrava es un municipio y localidad española de la provincia de Ciudad Real, en la comunidad autónoma de Castilla-La Mancha. El término municipal, ubicado en la comarca del Campo de Calatrava, tiene una población de 686 habitantes (INE 2024).

## Geografía
Está situado en el valle del Jabalón y se caracteriza por la alteración de los volcanes de origen magmático (conos de Columba, Cuevas Negras o La Yozosa) o freatomagmático, que da origen a lagunas o maares, como el cráter o maar en el que se halla el casco urbano, Valdeleón, con más de 2 km de diámetro. Aunque en el año 2000 apareció el géiser o el Chorro de Granátula, están extintos en la actualidad, exceptuando la Fumarola, que aún está activa en la Sima. El agua de que se surte la localidad, por otra parte, es característicamente ferruginosa, como la de la fuente agria de la cercana ciudad de Puertollano.
Junto a los volcanes de todo tipo se pueden observar aves según los cultivos, el monte mediterráneo o las zonas fluviales del pantano y río Jabalón. La localidad está situada a 32,6 km de la capital provincial.

## Historia
En la Hispania visigoda Oreto fue sede episcopal de la Iglesia católica, sufragánea de la archidiócesis de Toledo que comprendía la antigua provincia romana de Cartaginense en la diócesis de Hispania.
En origen la localidad se habría formado a partir de unas casas-cortijos pertenecientes a Almagro, en el siglo XVI. En 1712 le habría sido concedido a la localidad el título de villa. Hacia mediados del siglo XIX, la villa tenía contabilizada una población de 2025 habitantes. Aparece descrita en el octavo volumen del Diccionario geográfico-estadístico-histórico de España y sus posesiones de Ultramar de Pascual Madoz de la siguiente manera:

GRANATULA: v. con ayunt. en la prov. de Ciudad-Real. (5 leg.), part. jud. de Almagro (2), aud. terr. de Albacete (30), dióc. de Toledo (19), c. g. de Castilla la Nueva (Madrid 31); perteneciente al campo de Calatrava: sit. en una cañada con pequeñas sierras al N., goza de benigno clima, reinan los vientos S. y NE. y se padecen algunas intermitentes y pulmonias. Tiene 365 casas pequeñas, 3 mas regulares, la de ayunt., cárcel y pósito, que forman dos plazas y 6 calles empedradas, llanas y con bastante regularidad: hay escuela de primeras letras dotada con 2,200 rs. de los fondos públicos, á la que asisten 140 niños, 3 privadas de niñas á las que asisten 60 mediante una torta retribucion; igl. parr. dedicada á Sta. Ana, con curato de primer ascenso y provision del tribunal especial de las órdenes militares; el edificio es moderno y de buena fáb. con 3 medias naranjas, y la torre de piedra; una ermita del Sto. Cristo de la Resurreccion y en los afueras el cementerio: se surte de aguas potables en un pozo con su brocal de piedra, que por tener 2 veneros, uno de agua dulce y otro de agria, se mezclan y forman un gusto muy grato, brotando ademas por muchos puntos manantiales ferruginosos y existiendo muchas norias, para el riego de las patatas, panizos y forrages. Confina el térm. por N. con el de Almagro; E. el Moral de Calatrava; S. Calzada de Calatrava; O. Valenzuela á dist. de 3/4 leg. próximamente por todos los puntos, y comprende una sola casa de campo denominada de Torrubia, del nombre de su dueño, una leg. al SE. de la v.; en la misma direccion se encuentra el santuario de Ntra. Sra. de Azuqueca ó Zucueca sit., en las ruinas de la ant. c. de Oreto (V.): le baña el r. Jabalon á dist. de 1/2 leg. el cual pasa al pie del santuario en donde tiene el famoso puente romano llamado de Bebio (V. Almagro, part. jud. y Jabalon, r.). El terreno es todo llano, de naturaleza caliza de mediana calidad para granos y arbolado de olivos: los caminos vecinales, de rueda y sin tropiezos: el correo se recibe en Almagro por balijero tres veces á la semana. prod.: trigo, cebada, centeno, aceite y vino; se mantiene ganado lanar, el vacuno y mular necesario para las labores y se cria caza menor y escasa pesca de lampreas. ind. y comercio, elaboracion del esparto por los hombres y de blondas y encages por las mujeres con dependencia de la fáb. de Almagro, telares de estameña, paño y lienzos bastos; se esporta el aceite por los arrieros. pobl.: 405 vec., 2,025 alm. cap. imp.: 705,412. contr.: con inclusion de culto y clero 61,559 rs. 22 mrs. presupuesto municipal 22,873, del que se pagan 6,000 al médico y 2,240 al secretario por su dotacion que se cubra por reparto vecinal.
(Madoz, 1847, p. 569)

La localidad fue sitio de rodaje de la primera escena de la película Volver (2006), de Pedro Almodóvar, así como la grabación de juegos populares y las labores agrícolas de La Mancha.

## Demografía
Granátula de Calatrava cuenta con una población de 686 habitantes (INE 2024).
| Gráfica de evolución demográfica de Granátula de Calatrava entre 1842 y 2021 |
| |
| Población de derecho según los censos de población del INE Población de hecho según los censos de población del INEEn estos censos se denominaba Granátula: 1842, 1857, 1860, 1877, 1887, 1897, 1900, 1910, 1920 y 1930 |

## Monumentos y lugares de interés

### Yacimientos arqueológicos
En los alrededores de Granátula se pueden visitar dos yacimientos arqueológicos muy importantes: La Encantada, de la Edad de Bronce, de tipo “castellón” por estar situado en altura; conserva murallas defensivas, viviendas o silos y alberga una cueva con la leyenda de un lagarto o culebra que se transforma en la Trocanta o Encantá cada noche de San Juan.
Y el yacimiento arqueológico de Oreto y Zuqueca, con restos que abarcan desde época prerromana a la Edad Media, como la necrópolis visigoda, el baptisterio paleocristiano y los baños islámicos, los más antiguos datados en la península ibérica.

### Patrimonio artístico
Junto a este yacimiento se puede admirar el santuario de la patrona de la localidad, la virgen de Oreto y Zuqueca, ermita románica del siglo XIII, declarado bien de interés cultural. El santuario de la Patrona está conformado por un conjunto de edificios en su mayor parte del siglo XIII, si bien mantiene arcos, piedras y pilares de épocas anteriores, especialmente visigoda. En sus cercanías perdura el puente romano de Baebio Publio Venusto (siglo I), visible cuando desciende el volumen de agua del pantano del Jabalón.
Paseando por el núcleo urbano se puede visitar la iglesia de Santa Ana, del siglo XIV al XVIII, con la imagen de la Virgen de Oreto y Zuqueca (siglo XIII) o la torre y artesonado del coro (siglo XVI). Cerca se encuentra el Palacio de los Torrubia (siglo XVIII), declarado bien de interés cultural, típico palacete manchego de tres plantas y patio con columnas, y la Casa Mudéjar anexa (siglo XV). La localidad conserva la mayoría de los edificios de la vida e instituciones de la Edad Moderna, siglos XVII y XVIII, como la Casa de la Inquisición, las Tercias, la Posada de la Sindical o el Pósito.
El visitante se puede acercar a la casa donde nació en 1793 el general y político Baldomero Espartero y su estatua ecuestre o descubrir junto al casco urbano la fuente Agria o las construcciones populares como las casas de campo, puentes, norias... y los singulares carapuchetes, a modo de cabañas de piedra.

## Cultura
La cultura popular rebosa en los "armaos" y la Semana Santa (fiesta declarada de Interés Turístico Regional), en las decenas de cruces y unos 40 días de fiestas singulares en el año, así como leyendas y tradiciones, gastronomía y en las artesanías del esparto y encaje de bolillos.